# 五酸化二リン
五酸化二リン（ごさんかにリン、英: Phosphorus pentoxide）はリンの酸化物である。組成式 P2O5 に由来する慣用名で呼ばれるが、実際の分子の構造は十酸化四リン (P4O10) であり、近年、高校の指導要領がこれを採用したことから、十酸化四リンの名称で呼ばれることが一般的となっている。五酸化リンとも呼ばれる。

## 化学的性質
リンを酸素中、もしくは乾燥した空気中で燃焼させることで得られる昇華性の無色の固体。生成時に白煙を生じる。多形性を示し、3種類の結晶構造、そのほかガラス状、無定形状の5種類の変態が知られる。灰色を帯びたものは加水分解生成物などの不純物を含んでいる。五酸化二リンだけが昇華性をもつため、昇華によって精製できる。
水に対する反応性が高く、音と熱を発しながら溶解し、リン酸となる。水と反応した場合はメタリン酸が、温水との場合はオルトリン酸が生成する。このため脱水剤、乾燥剤として利用される。硫酸、硝酸を脱水することができ、それぞれから三酸化硫黄、五酸化二窒素が得られる。有機化合物に対しては、例えばアミドを脱水してニトリルを与える。ほか、脱水剤としての用途は広く、電球製作時の脱水剤としても用いられる。そのほか、医薬品や農薬の原料、試薬としても利用される。
強い脱水作用を有するため、人体に対しては強酸や強アルカリ同様の腐食性危険物であり、取り扱いには注意を要する。

## 製法
工業的にはリン鉱石 3Ca3(PO4)2•CaF2、もしくは黄リンを原料とする。黄リンを原料とする場合は単純であり、燃焼室で酸化させればよい。リン鉱石を用いた場合は、コークス、ケイ砂 (SiO2)、鉄くずと混合し、650 ℃ 程度の熱風によって燃焼させる。

## 生産
2000年の日本国内での生産量は、4,000トンである（リン酸は14万トン）。